# ماسه‌ماهی ژاپنی
ماسه‌ماهی ژاپنی (نام علمی: Arctoscopus japonicus) نام یک گونه از تیره ماسه‌ماهیان است.